# Monascus floridanus
Monascus floridanus är en svampart som beskrevs av P.F. Cannon & E.L. Barnard 1987. Monascus floridanus ingår i släktet Monascus och familjen Monascaceae.   Inga underarter finns listade i Catalogue of Life.